# Aldo R. Boccaccini

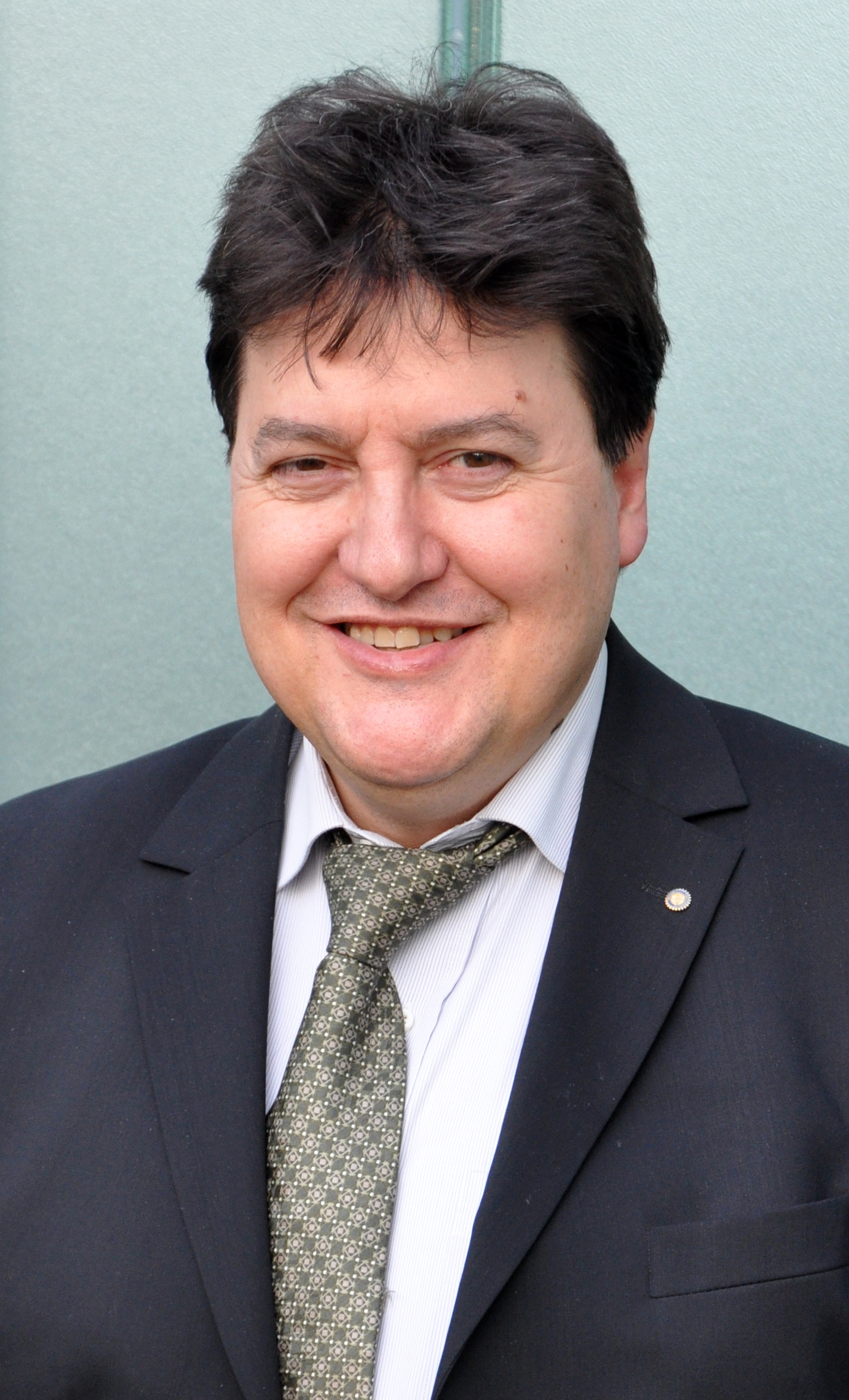
Aldo R. Boccaccini (2015)

Aldo Roberto Boccaccini (* 2. September 1962 in San Rafael, Argentinien) ist ein argentinisch-italienischer Ingenieur für Kerntechnik und Werkstoffwissenschaftler und Professor am Lehrstuhl für Biomaterialien am Department Werkstoffwissenschaften der Friedrich-Alexander-Universität Erlangen-Nürnberg.

## Leben
Boccaccini studierte Ingenieurwissenschaften an der Universidad Tecnológica Nacional in San Rafael, Argentinien, und am Instituto Balseiro in S.C. de Bariloche, Argentinien, wo er 1987 seinen Abschluss im Bereich Kerntechnik erhielt. Seine Promotion absolvierte er 1994 an der RWTH Aachen im Bereich Werkstoffwissenschaften. Es folgten mehrere Post-doc-Stellen an der Universität Birmingham in England und der Universität von Kalifornien in San Diego, USA. Im Jahr 2001 habilitierte sich Boccaccini an der Technischen Universität Ilmenau, Deutschland. Im Jahr 2000 wechselte er an das Department Materialwissenschaften am Imperial College London. Dort wurde Boccaccini 2008 zum Professor der Materialwissenschaften berufen. Im Jahr 2009 erhielt er den Ruf zum Professor und Lehrstuhlinhaber (Lehrstuhl Biomaterialien) am Department Werkstoffwissenschaften der Friedrich-Alexander-Universität Erlangen-Nürnberg, wo er bis heute tätig ist. Im Jahr 2022 wurde Boccaccini zur „Herausragenden Persönlichkeit“ seiner Heimatstadt San Rafael, Mendoza, Argentinien, ernannt.

## Wirken
Die Forschungsschwerpunkte von Boccaccini liegen im Bereich Biomaterialien für biomedizinische Anwendungen. Hierzu zählen insbesondere bioaktives Glas und Komposite, bioaktive Beschichtungen, Tissue Engineering, und Drug Delivery Systeme. Des Weiteren ist Boccaccini ein Pionier im Feld Elektrophoretische Abscheidung von unterschiedlichen Materialien.
Boccaccini ist Mitglied im Beirat zum Netzwerk argentinischer Wissenschaftler in Deutschland und seit 2008 internationaler Berater des Ministeriums für Wissenschaft, Technologie und Innovation in Argentinien. Er wurde für den Zeitraum 2016–2023 in den Rat der Europäischen Gesellschaft für Biomaterialien (ESB) gewählt und war für den Zeitraum 2020–2023 Vizepräsident der ESB. Außerdem war er Vizepräsident der Federation of European Materials Societies (FEMS) (2022–2023). Für den Zeitraum 2024–2026 wurde er zum Präsidenten der FEMS gewählt. Seit 2018 ist Boccaccini auch ordentliches Mitglied der Deutschen Akademie der Technikwissenschaften e.V. (acatech). Im Jahr 2022 wurde Boccaccini die Ehrendoktorwürde der Universität Åbo Akademi in Turku, Finnland, verliehen, und 2023 wurde er von der International Union of Societies for Biomaterials Science and Engineering (IUSBSE) zum Fellow of Biomaterials Science and Engineering (FBSE) gewählt.

## Publikationen
Boccaccini war 14 Jahre lang Chefredakteur der Zeitschrift Materials Letters (2010–2023) und Gründungs-Chefredakteur der Open-Access-Zeitschrift Biomedical Glasses (seit 2014, eingestellt 2021). Er hat mehr als 900 Forschungsarbeiten veröffentlicht, war Mitherausgeber von 7 Büchern und hat mehr als 20 Buchkapitel verfasst. Laut der von Thomson Reuters veröffentlichten Highly Cited 2014-Liste ist Boccaccini ein viel zitierter Forscher, der bis heute (Januar 2024) mehr als 91.000 Mal zitiert wurde und einen h-Index von 133 in Google Scholar aufweist. Im Jahr 2018 wurde Boccaccini erneut in die Liste der am häufigsten zitierten Wissenschaftler von Clarivate Analytics aufgenommen, und laut der im Oktober 2023 veröffentlichten Stanford List of Highly Cited Researchers gehört er zu den am häufigsten zitierten Forschern der Welt.